# 1745
- Wikisource

| Calendário gregoriano                                                        | 1745 MDCCXLV                        |
| Ab urbe condita                                                              | 2498                                |
| Calendário arménio                                                           | 1194 – 1195                         |
| Calendário bahá'í                                                            | -99 – -98                           |
| Calendário budista                                                           | 2289                                |
| Calendário chinês                                                            | 4441 – 4442 Início a 1 de fevereiro |
| Calendário copta                                                             | 1461 – 1462                         |
| Calendário etíope                                                            | 1737 – 1738                         |
| Calendários hindus - Vikram Samvat - Calendário nacional indiano - Cáli Iuga | 1800 – 1801 1666 – 1667 4845 – 4846 |
| Calendário Holoceno                                                          | 11745                               |
| Calendário islâmico                                                          | 1158 – 1159                         |
| Calendário judaico                                                           | 5505 – 5506                         |
| Calendário persa                                                             | 1123 – 1124                         |
| Calendário rúnico                                                            | 1995                                |
| Calendário solar tailandês                                                   | 2288                                |

1745 (MDCCXLV, na numeração romana) foi um ano comum do século XVIII do actual Calendário Gregoriano, da Era de Cristo,  e a sua letra dominical foi C, totalizando 52 semanas, com  início a uma sexta-feira e terminou também a uma sexta-feira.
| Ano completo                       |
| ---------------------------------- |
| Ano comum com início à sexta-feira |

## Eventos
- Mau ano agrícola provoca fome e emigração em massa nos Açores. Foi resultado das cheias de 1744.[1]
- Primeira narrativa oficial do encontro da imagem de Nossa Senhora Aparecida é escrita pelo vigário de Guaratinguetá, Padre José Alves Vilela no livro do Tombo da paróquia de Santo Antônio.

### Julho
- 26 de julho - Bênção solene da primeira capela de Nossa Senhora Aparecida no Morro dos Coqueiros, atual cidade de Aparecida.

### Dezembro
- 6 de dezembro- Criação da Prelazia de Goiás.
- Dezembro - Construção da Ermida de Nossa Senhora da Victória na Relva, ilha de São Miguel, Açores.

## Nascimentos
- 6 de Abril - Thomas Peters,primeiro supercentenário registrado (m.1857)
- 16 de Setembro - Mikhail Golenishchev-Kutuzov, militar russo. (m.1813)

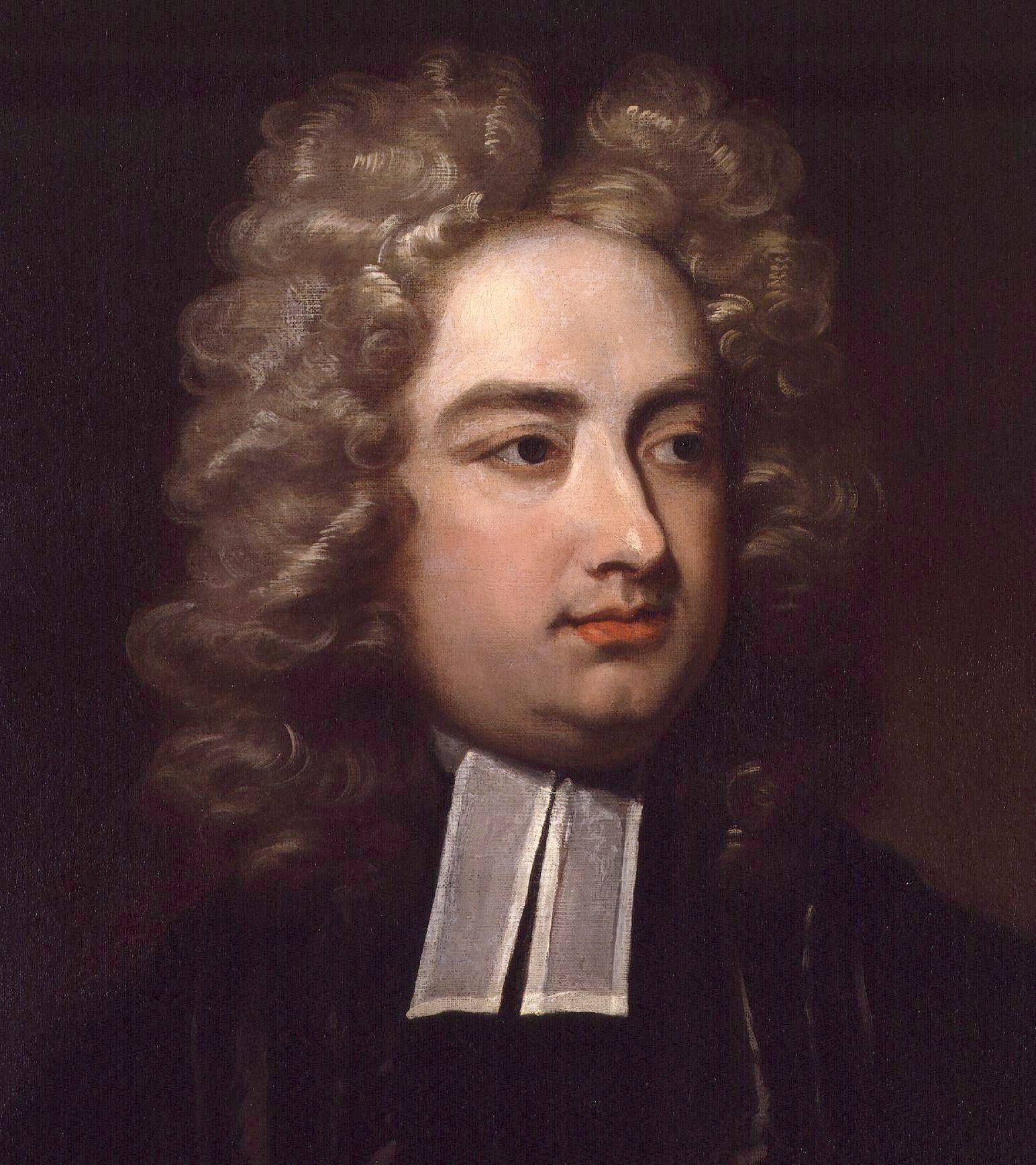
Pormenor de um retrato de Jonathan Swift pintado por Charles Jervas. Londres, National Gallery.

## Mortes
- 19 de outubro - Jonathan Swift, escritor irlandês (n. 1667)

## Por tema
- 1745 na ciência